# شيخة دورية
الشيخة الدورية أو الشرونة الدورية الكاذبة (باللاتينية: Senecio doriiformis) نوع نباتي يتبع جنس الشيخة من الفصيلة النجمية.

## الموئل والانتشار
ينتشر في مناطق بلاد الشام وتركيا.